# Georgía Martínou
Georgía Martínou (grec moderne : Γεωργία Μαρτίνου), née le 24 septembre 1975 à Athènes, est une femme politique grecque.

## Biographie
Aux élections législatives grecques de janvier 2015, elle est élue députée au Parlement grec sur la liste de Nouvelle Démocratie dans la circonscription de l'Attique.